# Saint-Vincent-des-Landes

Localització de Saint-Vincent-des-Landes

Saint-Vincent-des-Landes (en bretó Sant-Visant-al-Lann) és un municipi francès, situat a la regió de país del Loira, al departament de Loira Atlàntic, que històricament va formar part de la Bretanya. L'any 2006 tenia 1.415 habitants. Limita amb Saint-Aubin-des-Châteaux, Lusanger, Jans, Treffieux, Issé i Louisfert.

## Demografia
| 1962                                       | 1968  | 1975  | 1982  | 1990  | 1999  |
| ------------------------------------------ | ----- | ----- | ----- | ----- | ----- |
| 1.418                                      | 1.421 | 1.414 | 1.394 | 1.437 | 1.323 |
| Des de 1962: població sense dobles comptes |       |       |       |       |       |

## Administració
| Període   | Identitat      | Partit        |
| --------- | -------------- | ------------- |
| 2001-2008 | Jean-Luc Colin |               |
| 2008-     | Alain Rabu     | Divers gauche |